# Quentin Dean
Quentin Dean (* 27. Juli 1944; † 8. Mai 2003 in Los Angeles; gebürtig Corinne Ida Margolin) war eine US-amerikanische Schauspielerin.

## Biografie
Über das Leben von Quentin Dean ist wenig bekannt. Ihr Filmdebüt gab sie 1967 in der Rolle der sechzehnjährigen Delores in dem oscarprämierten Kriminalfilm  In der Hitze der Nacht. Für diese Rolle erhielt sie eine Golden-Globe-Nominierung als beste Nebendarstellerin. Nach wenigen Filmen und TV-Auftritten beendete sie ihre Karriere 1969.
Sie starb im Alter von 58 Jahren in Los Angeles an Krebs. Ihre sterblichen Überreste wurden eingeäschert und die Asche im Pazifik verstreut.
The Ballad of Quentin Dean wurde von Steve Hart and the Cadillac Angels im November 2014 aufgenommen.

## Filmografie
- 1967: In der Hitze der Nacht (In the Heat of the Night)
- 1967: Judd for the Defense (Fernsehserie, 1 Folge)
- 1967: Big Valley (The Big Valley, Fernsehserie, 1 Folge)
- 1968: Der Verwegene (Will Penny)
- 1968: Harte Fäuste, heiße Lieder (Stay Away, Joe)
- 1968: The Young Runaways
- 1968: Die Leute von der Shiloh Ranch (The Virginian, Fernsehserie, 1 Folge)
- 1969: Twen-Police (Fernsehserie, 1 Folge)
- 1969: FBI (The F.B.I., Fernsehserie, 1 Folge)
- 1969: High Chaparral (The High Chaparral, Fernsehserie, 1 Folge)
- 1969: The Mod Squad (Fernsehserie, 1 Folge)
- 1969: Lancer (Fernsehserie, 1 Folge)